# John McNaughton
John McNaughton (nascut el 13 de gener de 1950) és un director de cinema i televisió estatunidenc, originari de Chicago, Illinois, les obres del qual engloben pel·lícules de terror, thriller, drames i comèdies. Entre les seves pel·lícules destaquen Henry: retrat d'un assassí en sèrie (1986), The Borrower (1991), Mad Dog and Glory (1993), Vida normal (1996), Wild Things (1998), Speaking of Sex (2001) i The Harvest (2013).

## Carrera
El seu primer llargmetratge, fet el 1986, va ser Henry: retrat d'un assassí en sèrie, que McNaughton va dirigir, coescriure i coproduir. Nombroses complicacions van afectar la polèmica pel·lícula, retardant-ne l'estrena fins al 1989. La pel·lícula va formar part de les llistes de la revista Time i les deu millors llistes de Roger Ebert i van guanyar els premis a la millor pel·lícula al Fantasporto, al XXIII Festival Internacional de Cinema Fantàstic de Sitges i al Festival Internacional de Cinema Fantàstic de Brussel·les.
Altres seus treballs inclouen les pel·lícules Mad Dog and Glory i Wild Things, el documental Condo Painting i episodis de Homicide: Life on the Street, John From Cincinnati, Masters of Horror i un episodi pilot de Push, Nevada.

## Vida personal
McNaughton va estudiar belles arts a la Universitat d'Illinois a Urbana-Champaign, i es va graduar al Columbia College de Chicago amb una llicenciatura en producció televisiva i una especialitat en fotografia.

## Filmografia
- Dealers in Death (1984)
- Henry: retrat d'un assassí en sèrie (1986) (també coescriptor, amb Richard Fire)
- Sex, Drugs, Rock & Roll (1991)
- The Borrower (1991)
- Mad Dog and Glory (1993)
- Girls in Prison (1994) (telefilm)
- Homicide: Life on the Street (1994–1996) (sèrie de televisió)
- Vida normal (1996)
- Firehouse (1997) (telefilm) (com Alan Smithee)
- Wild Things (1998)
- Lansky (1999) (telefilm)
- Condo Painting (2000)
- Speaking of Sex (2001)
- Push, Nevada (2002) (sèrie de televisió)
- Expert Witness (2003) (sèrie de televisió)
- Without a Trace (2003) (sèrie de televisió)
- Haeckel's Tale (2006) (telefilm a la sèrie d’antologia Masters of Horror)
- John from Cincinnati (2007) (sèrie de televisió)
- The Harvest (2013)